# Sasni
Sasni là một thị xã và là một nagar panchayat của quận Hathras thuộc bang Uttar Pradesh, Ấn Độ.

## Địa lý
Sasni có vị trí 27°43′B 78°05′Đ / 27,72°B 78,08°Đ Nó có độ cao trung bình là 181 mét (593 feet).

## Nhân khẩu
Theo điều tra dân số năm 2001 của Ấn Độ, Sasni có dân số 12.943 người. Phái nam chiếm 53% tổng số dân và phái nữ chiếm 47%. Sasni có tỷ lệ 63% biết đọc biết viết, cao hơn tỷ lệ trung bình toàn quốc là 59,5%: tỷ lệ cho phái nam là 70%, và tỷ lệ cho phái nữ là 56%. Tại Sasni, 16% dân số nhỏ hơn 6 tuổi.